# CSU ASE Bukareszt (szachy)
CSU ASE Bukareszt, pełna nazwa Clubul Sportiv Universitar ASE – rumuński klub szachowy z siedzibą w Bukareszcie, mistrz kraju z 2022 roku, zdobywca Pucharu Europy kobiet w 2023 roku. W Pucharze Europy występuje pod nazwą SuperChess.

## Historia
Klub powstał w 2017 roku. W 2022 roku nastąpiła zmiana nazwy na CSU ASE Superbet. Klub zadebiutował wówczas w Superlidze i wygrał rozgrywki. Skład zespołu stanowili wówczas m.in. Richárd Rapport, Ferenc Berkes, Constantin Lupulescu, Vlad-Cristian Jianu, Mircea-Emilian Pârligras, David Gavrilescu i Tiberiu Georgescu. Następnie zespół zadebiutował w Pucharze Europy. Do składu drużyny dołączono takich graczy, jak Viswanathan Anand i Dommaraju Gukesh, a sam zespół otrzymał numer jeden na liście rankingowej. Rumuński klub wygrał wówczas z Víkingaklúbburinn, ŠK Dunajská Streda, Vüqarem Həşimovem i CA Silla, zremisował z SC Viernheim i ŠK Ljubljana oraz przegrał z 1. Novoborským ŠK, zajmując w końcowej klasyfikacji szóste miejsce. W 2023 roku zespół został wicemistrzem kraju, ulegając Vadosowi Arad. Na rozgrywki Pucharu Europy klub przyjął nazwę Superchess. Zespół uzyskał wówczas piąte miejsce w rozgrywkach. W sezonie 2024 CSU ASE ponownie ukończył krajowe mistrzostwa na drugim miejscu, za Vadosem Arad. W europejskich rozgrywkach rumuński zespół został sklasyfikowany na siódmej pozycji.
Klub prowadzi także drużynę kobiecą. W latach 2021–2022 drużyna kobiet zdobyła mistrzostwo kraju. W 2022 roku zespół wystartował w Pucharze Europy, zajmując drugie miejsce, za ASVÖ Pamhagen. Sezon 2023 szachistki klubu ukończyły na trzecim miejscu w krajowej lidze. W Pucharze Europy klub wygrał sześć spotkań i przegrał jedno, zdobywając trofeum. Skład drużyny stanowiły wówczas Nino Baciaszwili, Dinara Wagner, Irina Bulmaga, Marsel Efroimski i Eline Roebers. W 2024 roku zespół zdobył wicemistrzostwo Rumunii. W Pucharze Europy klub zajął trzecie miejsce, za ŠK Ljubljana i Ajka BSK.

## Arcymistrzowie w historii klubu
- Nodirbek Abdusattorov[19]
- Viswanathan Anand[4]
- Nino Baciaszwili[16]
- Ferenc Berkes[3]
- Bogdan-Daniel Deac[4]
- Władimir Fiedosiejew[20]
- David Gavrilescu[21]
- Tiberiu Georgescu[3]
- Dommaraju Gukesh[4]
- Vlad-Cristian Jianu[3]
- Constantin Lupulescu[3]
- Aleksandr Motylow[21]
- Liviu-Dieter Nisipeanu[4]
- Mircea-Emilian Pârligras[3]
- Rameshbabu Praggnanandhaa[19]
- Richárd Rapport[3]
- Gabriel Sarksjan[4]
- Javohir Sindarov[19]
- Ivan Sokolov[19]
- Kiriłł Szewczenko[21]
- Jorden van Foreest[20]